# Landtagswahl in Rheinland-Pfalz 2016
- SPD: 39
- Grüne: 6
- FDP: 7
- CDU: 35
- AfD: 14

- Regierung: 52
- Opposition: 49

Die Landtagswahl in Rheinland-Pfalz 2016 fand am 13. März 2016 statt. Die Wahl war die 17. Wahl zum rheinland-pfälzischen Landtag, gewählt wurden 101 Abgeordnete. Am selben Tag wurden auch die Wahlen zu den Landtagen in Baden-Württemberg und Sachsen-Anhalt durchgeführt. 
Die SPD unter Ministerpräsidentin Malu Dreyer konnte bei der Wahl Platz 1 klar gegenüber der CDU mit Spitzenkandidatin Julia Klöckner verteidigen. Erstmals zog die AfD in den Landtag ein und wurde direkt drittstärkste Kraft. Die FDP schaffte den Wiedereinzug in den Landtag, die Grünen erlitten starke Verluste und waren fortan die kleinste Landtagsfraktion. Infolge des Wahlergebnisses wurde eine Ampelkoalition aus SPD, FDP und Grünen mit dem Kabinett Dreyer II gebildet.

## Wahlsystem

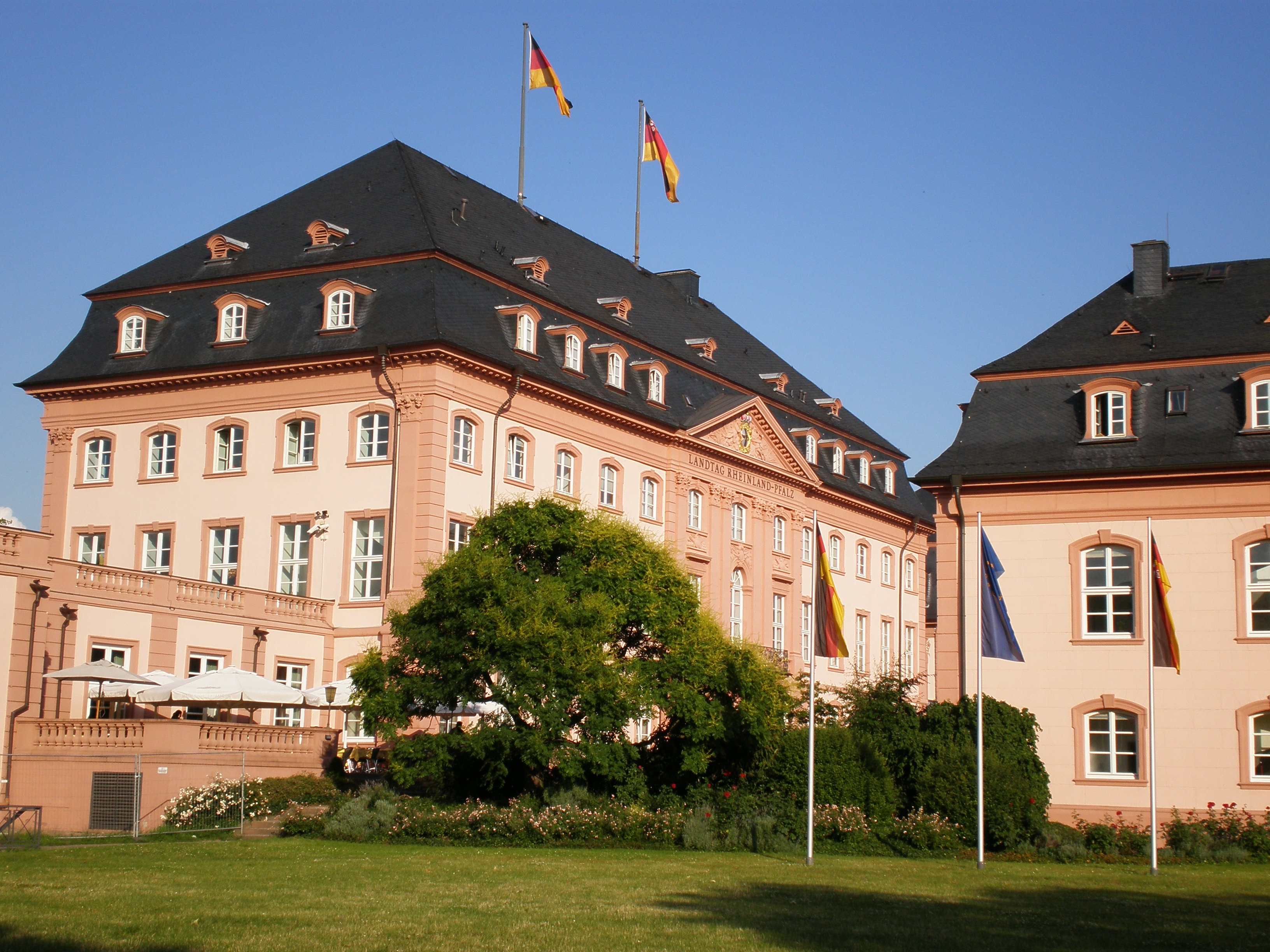
Landtag von Rheinland-Pfalz im Deutschhaus der Landeshauptstadt Mainz

Wie bei der Bundestagswahl hatte jeder Wähler zwei Stimmen. Die Erststimme, mit der ein Direktkandidat gewählt wird, heißt Wahlkreisstimme. Mit der Zweitstimme, die Landesstimme genannt wird, wird eine Partei oder Wählervereinigung gewählt. Diese ist maßgeblich für die Sitzzuteilung im Landtag.
Bei dieser Wahl gab es 51 Wahlkreise.

### Wahltermin
Nach § 25 des Landeswahlgesetzes kamen als Termin der Wahl alle Sonntage vom 20. März bis zum 15. Mai 2016 in Frage. Innenminister Roger Lewentz kündigte am 12. Februar 2015 an, den 17. April 2016 als Wahltermin vorzuschlagen. Damit hätte die Wahl zwei Wochen nach den Osterferien stattgefunden. Die im Landtag vertretenen Parteien zeigten sich jedoch auch offen für eine Verfassungsänderung, damit die Landtagswahl in Rheinland-Pfalz zeitgleich mit der Landtagswahl in Baden-Württemberg stattfinden konnte, die für den 13. März 2016 angekündigt war. Am 18. März 2015 befand sich ein entsprechender Gesetzentwurf in erster Lesung im Landtag und wurde von diesem am 29. April 2015 beschlossen.

### Briefwahl
Abweichend vom üblichen Briefwahl-Verfahren wie zuletzt bei der Kommunalwahl 2014 sollte bei der Landtagswahl 2016 der Briefumschlag mit dem Stimmzettel unverschlossen zusammen mit dem Wahlschein, der Name und Anschrift des Wahlberechtigten enthält, in den Wahlumschlag gesteckt werden. Dies führte zu Nachfragen von Bürgern, die das Wahlgeheimnis gefährdet sahen. Laut Landeswahlleiter war der Grund dieser Maßnahme, dass am Wahltag die Wahlbriefe der Briefwähler vom Wahlvorstand in die Urnen der Urnenwahl eingeworfen werden, nachdem die Wahlscheine von den Wahlbriefen getrennt wurden. Da die Wahlbriefe der Urnenwähler unverschlossen seien, werde gerade dadurch das Wahlgeheimnis sichergestellt.

### Sitzzuteilung
Berücksichtigt werden bei der Sitzzuteilung nur diejenigen Parteien, die mindestens 5 % der Landesstimmen erhalten, oder deren Kandidaten, wenn sie ein Direktmandat holen. Eine Grundmandatsklausel wie zur Bundestagswahl gibt es jedoch nicht. Die Anzahl der Sitze beträgt grundsätzlich 101, wobei die Sitze, welche von Direktkandidaten eingenommen werden, die nicht für eine Partei kandidieren, die die Fünf-Prozent-Hürde überwunden hat, von der Gesamtzahl abgezogen werden, ehe die weitere Sitzzuteilung erfolgt. 51 Sitze werden durch Direktmandate besetzt. Erhält eine Partei mehr Direktmandate, als ihr Sitze anhand der Verhältniswahl zustehen, erhalten die anderen Parteien Ausgleichsmandate. Dadurch erhöht sich ggf. die Gesamtzahl der Sitze.
Für die Verteilung der Sitze auf die Landes- und Bezirkslisten wurde statt des bisherigen Proportionalverfahrens nach Hare/Niemeyer erstmals zur Landtagswahl 2011 das Divisorverfahren mit Standardrundung nach Sainte-Laguë/Schepers eingeführt.

## Ausgangslage
Bei der Landtagswahl am 27. März 2011 erreichte die SPD mit 35,7 % der Landesstimmen die relative Stimmenmehrheit und 42 der 101 Sitze im rheinland-pfälzischen Landtag. Die CDU lag mit 35,2 % der Landesstimmen knapp hinter dem Ergebnis der SPD und erhielt einen Sitz weniger als diese. Mit Bündnis 90/Die Grünen zog 2011 nur eine weitere Partei in den Landtag ein. Diese erhielten 15,4 % der Landesstimmen und 18 Sitze. Die FDP verfehlte mit 4,25 % die Fünf-Prozent-Hürde und schied aus dem Landesparlament aus. Die Linke, die Freien Wähler, die Piratenpartei sowie die NPD scheiterten zwar ebenfalls an dieser Hürde, erhielten aber jeweils mindestens 1 % der Landesstimmen und qualifizierten sich so zumindest für die Parteienfinanzierung. Die Wahlbeteiligung lag bei 61,8 % und damit 3,6 Prozentpunkte höher als noch 2006.
SPD und Grüne bildeten nach der Landtagswahl 2011 eine Koalition unter dem bereits seit 1994 regierenden Ministerpräsidenten Kurt Beck (SPD). Dieser trat im Januar 2013 von seinem Amt zurück und wurde von seiner Parteigenossin Malu Dreyer abgelöst. Seit der grüne Abgeordnete Rahim Schmidt seine Partei im September 2015 mit Verweis auf die Flüchtlingspolitik verlassen hatte, war Bündnis 90/Die Grünen nur noch mit 17 Abgeordneten im Landtag vertreten.
Bei der Bundestagswahl am 22. September 2013 erhielt dagegen die CDU mit 43,3 % deutlich die meisten Zweitstimmen aus Rheinland-Pfalz, gefolgt von der SPD mit 27,5 %, den Grünen mit 7,6 %, der FDP mit 5,5 % und der Linkspartei mit 5,4 %. Die AfD erreichte 4,8 %.
Auch die Europawahl am 25. Mai 2014 zeigte die CDU mit 38,4 % der Stimmen aus Rheinland-Pfalz vor der SPD mit 30,7 %. Die Grünen erhielten hier 8,1 %, die AfD 6,7 %, FDP und Die Linke waren mit jeweils 3,7 % gleichauf.

## Ergebnis

Wahlkreisergebnisse

Wahlbeteiligung in den Wahlkreisen in Rheinland-Pfalz

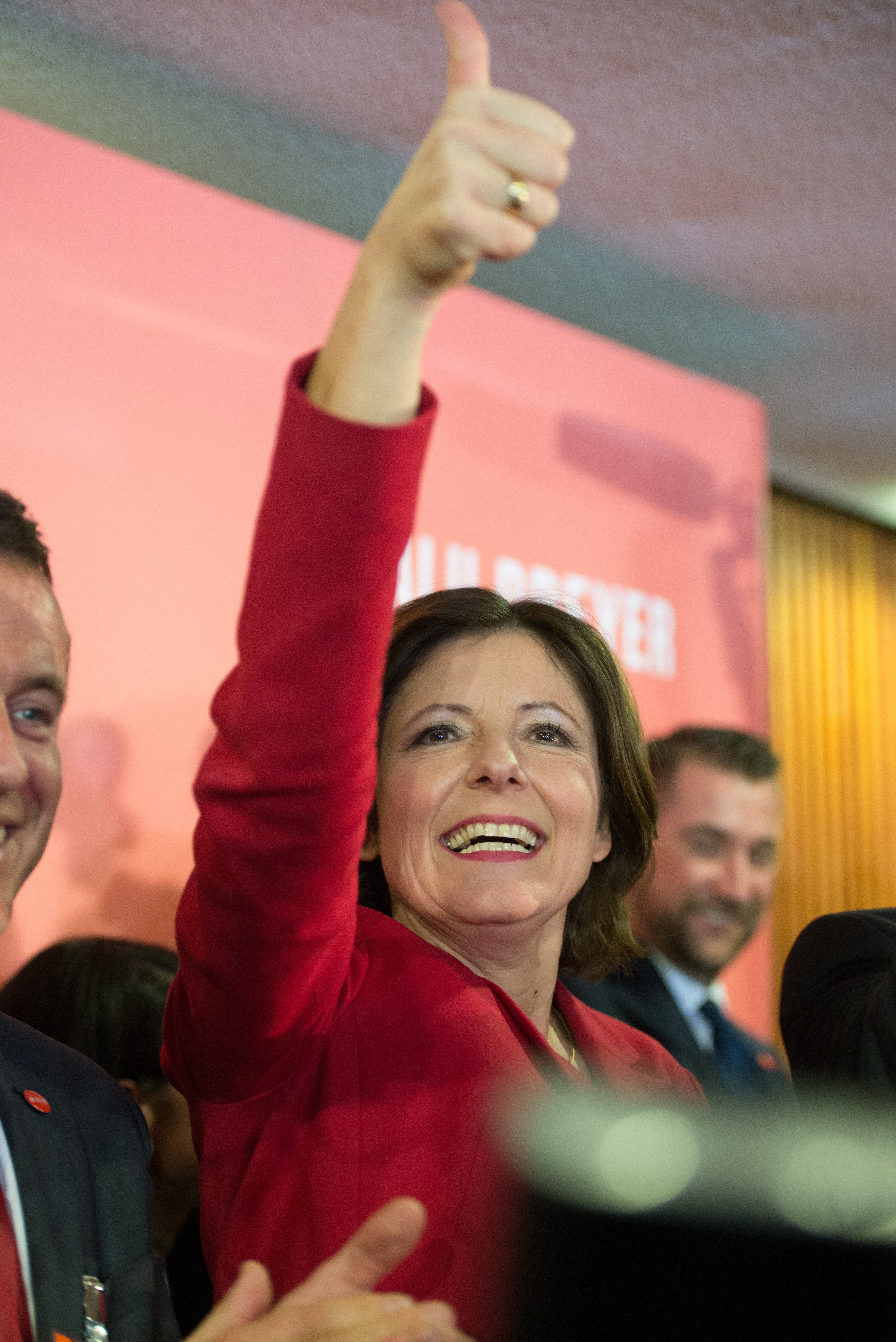
Malu Dreyer am Wahlabend in den Räumen der SPD-Fraktion

Die SPD wurde erneut stärkste Partei im Landtag von Rheinland-Pfalz und steigerte ihr Ergebnis um etwa 0,5 Prozentpunkte auf 36,2 %. Da bei dieser Wahl weit weniger Landesstimmen an Parteien fielen, die an der Fünf-Prozent-Hürde scheiterten, erhielt die SPD jedoch trotz dieses Zugewinns, der auch einem Zuwachs an absoluten Stimmenzahlen bedeutete, drei Sitze weniger als noch im 16. Landtag und somit nur noch 39. Die CDU steigerte zwar ihre absolute Stimmenanzahl ebenfalls, verlor jedoch relativ mehr als 3 Prozentpunkte und erhielt im 17. Landtag nur noch 35 Sitze. Den größten Stimmengewinn erzielte die erstmals bei einer Landtagswahl in Rheinland-Pfalz angetretene AfD, die aus dem Stand heraus mit 12,6 % der Landesstimmen und 14 Sitzen drittstärkste Kraft im Landtag wurde. Der FDP gelang der Wiedereinstieg in den Landtag mit sieben Sitzen. Bündnis 90/Die Grünen verloren dagegen zwei Drittel ihrer Sitze und waren nur noch mit sechs Mandaten im Landtag vertreten. Dem Landtag von Rheinland-Pfalz gehörten somit erstmals fünf Parteien an und die seit 2011 regierende rot-grüne Koalition hatte nicht mehr die Sitzmehrheit im Landtag. Die Linke (2,8 %) sowie die Freien Wähler (2,3 %) verfehlten die Fünf-Prozent-Hürde, qualifizierten sich jedoch für die staatliche Parteienfinanzierung. Alle übrigen angetretenen Parteien blieben unter der dafür notwendigen Schwelle von 1 % der Landesstimmen.
Die Wahlbeteiligung stieg auf 70,4 %, was eine Steigerung um 8,6 Prozentpunkte gegenüber der Landtagswahl von 2011 und die höchste Wahlbeteiligung bei einer Landtagswahl in Rheinland-Pfalz seit 1996 darstellte. Deutlich gesteigert hatte sich auch der Anteil der Briefwahl. Etwa 661.100 Wahlberechtigte, d. h. 30,6 % aller  Wähler nutzten diesen Weg der Stimmabgabe. Dies bedeutete eine Zunahme um etwa 6,3 Prozentpunkte gegenüber 2011.
Nach dem endgültigen amtlichen Wahlergebnis verteilen sich die Stimmen auf die Parteien und Einzelbewerbungen wie folgt:
| Listen                       | Listen            | Wahlkreisstimmen | Wahlkreisstimmen | Wahlkreisstimmen | Wahlkreisstimmen | Landesstimmen | Landesstimmen | Landesstimmen | Landesstimmen | Mandate | Mandate |
| Listen                       | Listen            | Stimmen          | %                | +/-              | Mandate          | Stimmen       | %             | +/-           | Mandate       | Anzahl  | +/-     |
| ---------------------------- | ----------------- | ---------------- | ---------------- | ---------------- | ---------------- | ------------- | ------------- | ------------- | ------------- | ------- | ------- |
|                              | SPD               | 759.264          | 36,1             | –1,6             | 27               | 771.848       | 36,2          | +0,5          | 12            | 39      | –3      |
|                              | CDU               | 733.764          | 34,8             | –2,0             | 24               | 677.507       | 31,8          | –3,5          | 11            | 35      | –6      |
|                              | AfD               | 147.699          | 7,0              | N/A              | –                | 268.628       | 12,6          | N/A           | 14            | 14      | +14     |
|                              | FDP               | 143.850          | 6,8              | +2,4             | –                | 132.294       | 6,2           | +2,0          | 7             | 7       | +7      |
|                              | Grüne             | 135.722          | 6,4              | –7,8             | –                | 113.261       | 5,3           | –10,1         | 6             | 6       | –12     |
|                              | Die Linke         | 77.341           | 3,7              | +0,4             | –                | 59.970        | 2,8           | –0,2          | –             | –       | –       |
|                              | Freie Wähler      | 84.945           | 4,0              | +2,1             | –                | 47.924        | 2,2           | –0,1          | –             | –       | –       |
|                              | PIRATEN           | 5.385            | 0,3              | –0,2             | –                | 16.708        | 0,8           | –0,8          | –             | –       | –       |
|                              | ALFA              | 6.066            | 0,3              | N/A              | –                | 13.154        | 0,6           | N/A           | –             | –       | –       |
|                              | NPD               | 2.602            | 0,1              | –0,3             | –                | 10.565        | 0,5           | –0,6          | –             | –       | –       |
|                              | ÖDP               | 7.770            | 0,4              | +0,1             | –                | 8.623         | 0,4           | ±0,0          | –             | –       | –       |
|                              | REP               | 638              | 0,0              | –0,4             | –                | 5.090         | 0,2           | –0,6          | –             | –       | –       |
|                              | DIE EINHEIT       | –                | –                | N/A              | –                | 3.105         | 0,1           | N/A           | –             | –       | –       |
|                              | III. Weg          | –                | –                | N/A              | –                | 1.944         | 0,1           | N/A           | –             | –       | –       |
|                              | Einzelbewerber    | 999              | 0,0              | ±0,0             | –                | –             | –             | –             | –             | –       | –       |
| Gesamt                       | Gesamt            | 2.106.045        | 100              |                  | 51               | 2.130.621     | 100           |               | 50            | 101     | –       |
|                              |                   |                  |                  |                  |                  |               |               |               |               |         |         |
| Ungültige Stimmen            | Ungültige Stimmen | 55.461           | 2,6              | –0,2             |                  | 30.885        | 1,4           | –0,7          |               |         |         |
| Wähler                       | Wähler            | 2.161.506        | 70,4             | +8,6             |                  | 2.161.506     | 70,4          | +8,6          |               |         |         |
| Wahlberechtigte              | Wahlberechtigte   | 3.071.972        |                  |                  |                  | 3.071.972     |               |               |               |         |         |
|                              |                   |                  |                  |                  |                  |               |               |               |               |         |         |
| Quelle: Der Landeswahlleiter |                   |                  |                  |                  |                  |               |               |               |               |         |         |

## Kandidaturen
Wahlvorschlagsträger, die nicht im Landtag von Rheinland-Pfalz oder dem Deutschen Bundestag vertreten sind, mussten für die Wahlteilnahme zusätzlich zu den sonstigen Unterlagen auch so genannte Unterstützerunterschriften einreichen. Für den Wahlvorschlag eines Wahlkreisbewerbers sind dies 125 Unterschriften von Wahlberechtigten aus dem jeweiligen Wahlkreis. Für die Bezirkslisten oder eine Landesliste gilt, dass so viele Unterstützerunterschriften benötigt werden, wie es Wahlkreise im entsprechenden Gebiet gibt, multipliziert mit 40. Für eine Landesliste für ganz Rheinland-Pfalz mit 51 Wahlkreisen sind dies 2040 Unterschriften von beliebigen Wahlberechtigten aus ganz Rheinland-Pfalz, für die Bezirkslisten der vier Wahlbezirke mit je 12 bis 14 Wahlkreisen demnach 480 bis 560 Unterschriften aus dem jeweiligen Wahlbezirk.
Die Wahlvorschläge mussten bis zum 29. Dezember 2015 (75. Tag vor der Wahl) eingereicht werden, über deren Zulassung am 6. Januar 2016 entschieden wurde.

Spitzenkandidaten der größeren Parteien
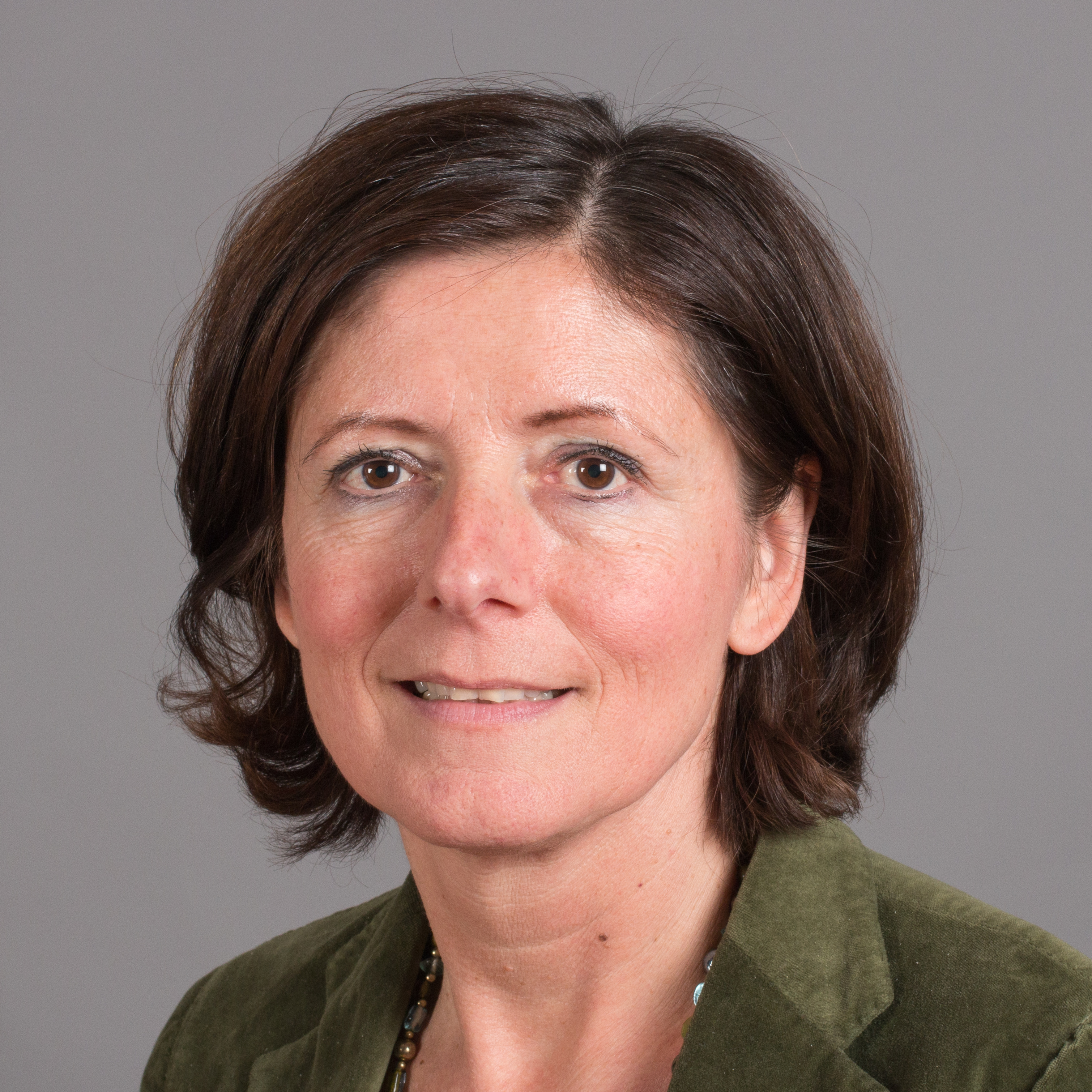
Malu Dreyer (SPD)
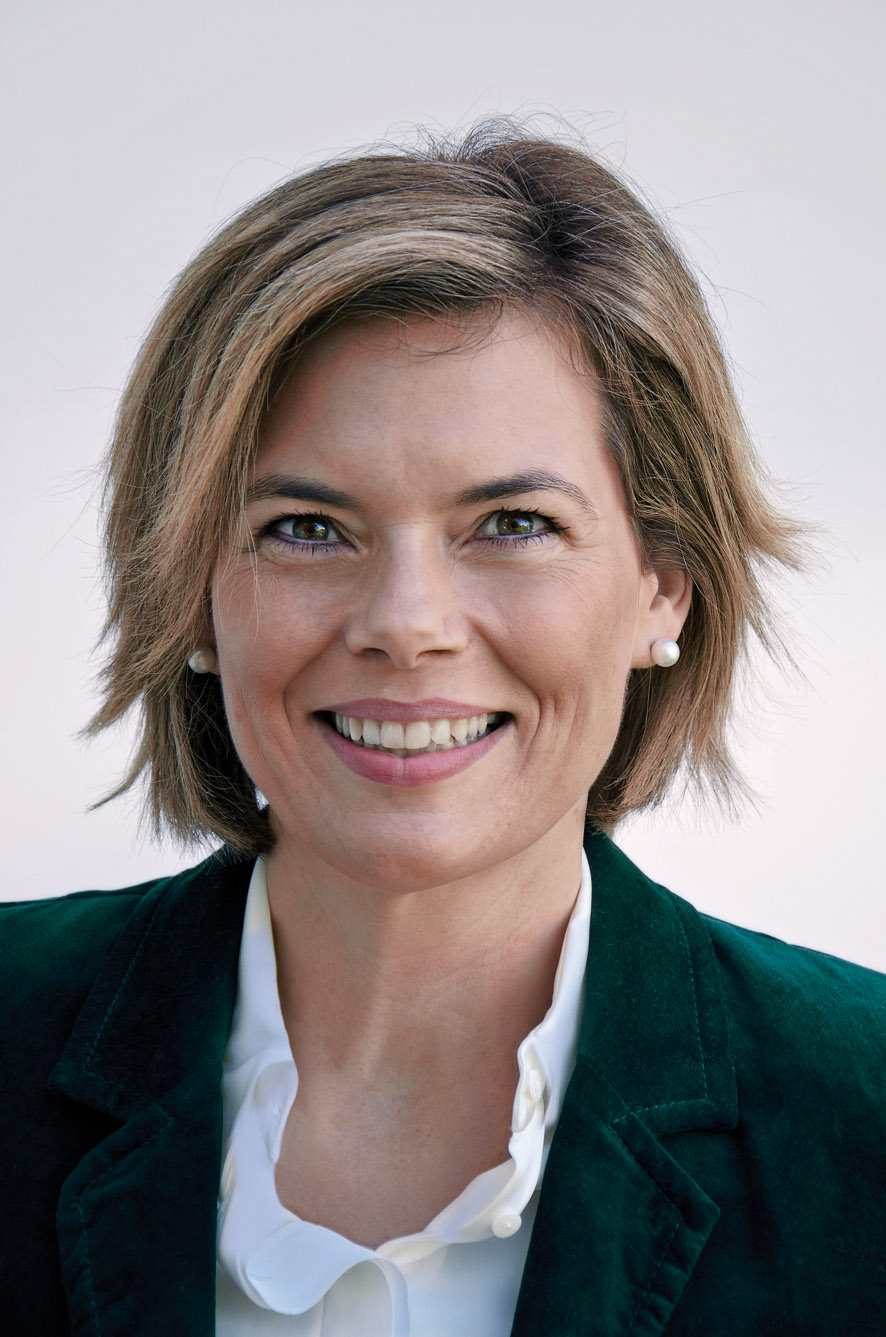
Julia Klöckner (CDU)
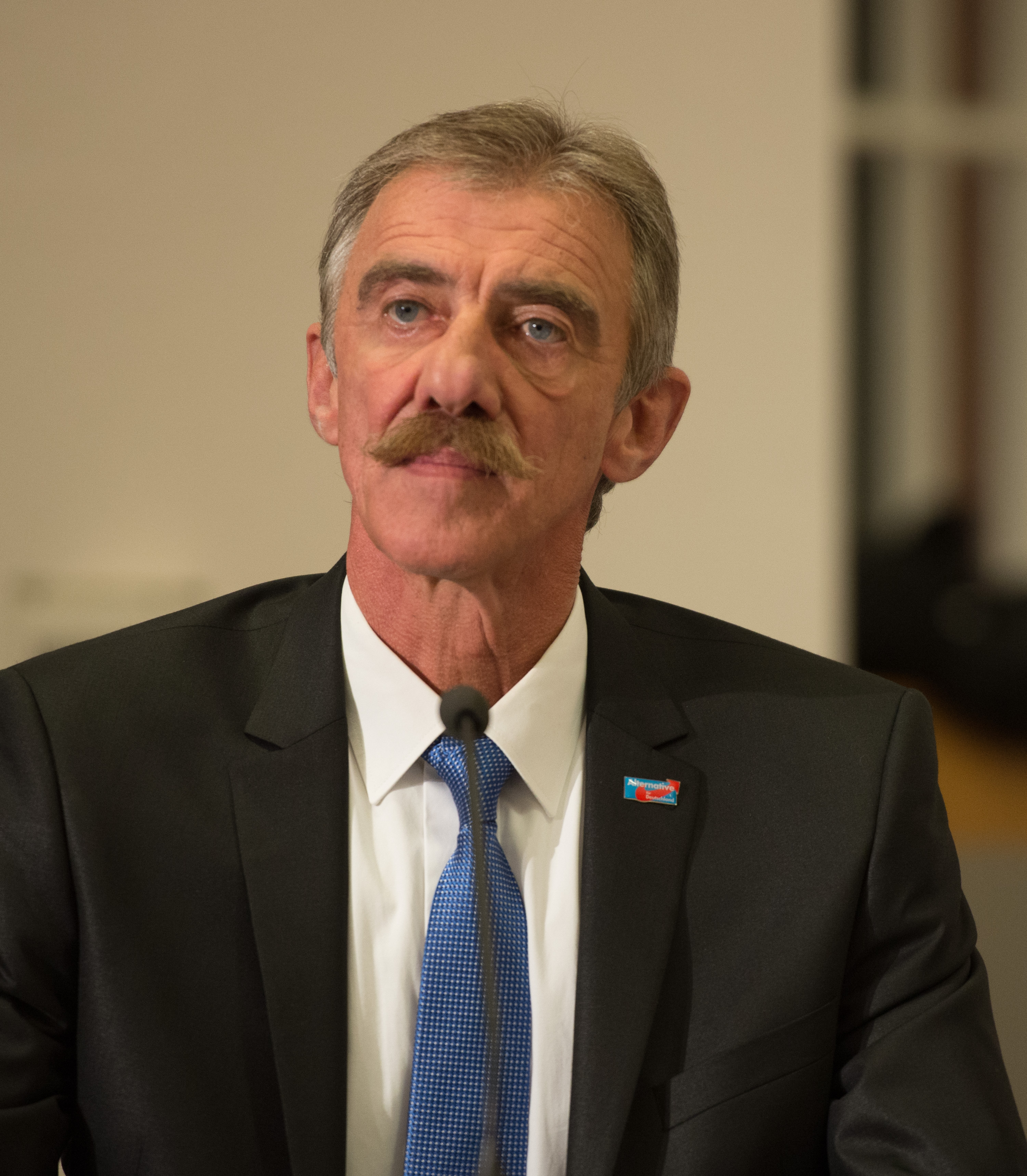
Uwe Junge (AfD)
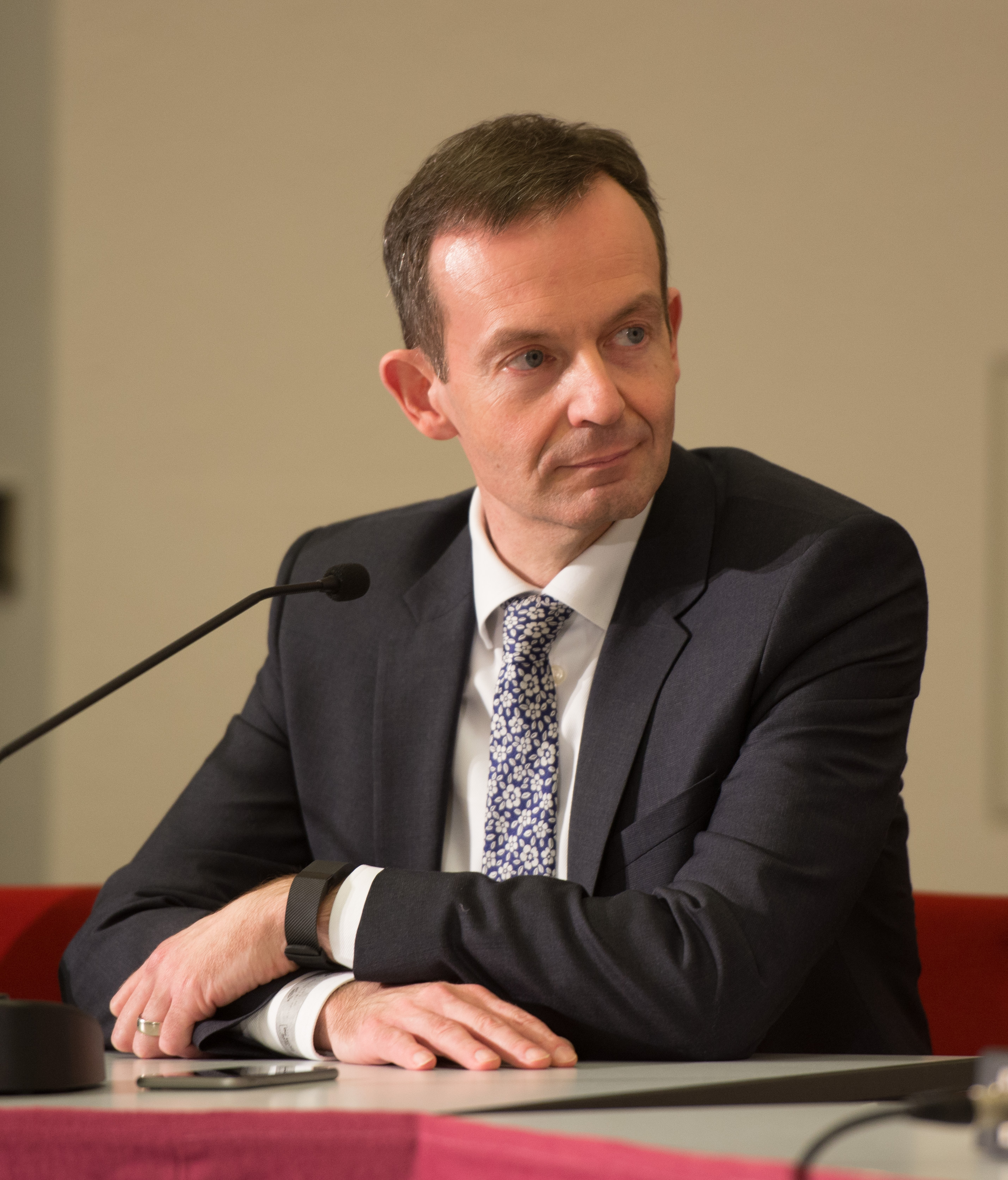
Volker Wissing (FDP)
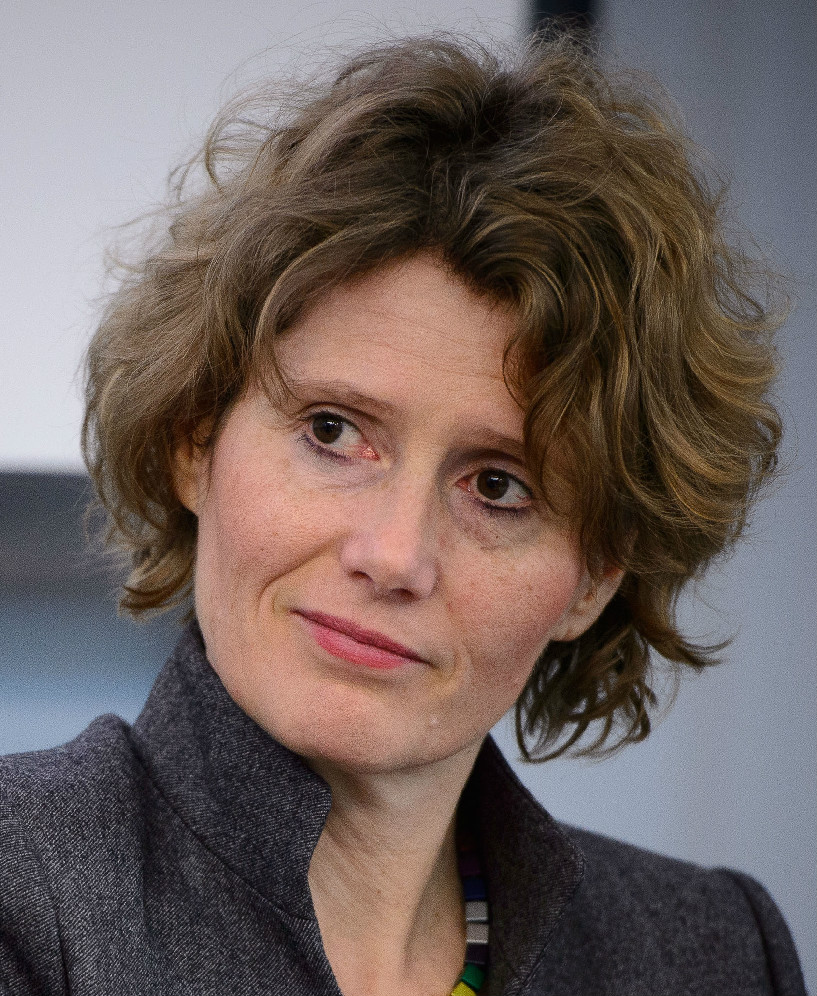
Eveline Lemke (Grüne)

Folgende Parteien kandidierten zur Landtagswahl (Reihenfolge der Parteien nach Zahl der Landesstimmen bei der letzten Landtagswahl. Neu kandidierende Listen schließen sich diesen in alphabetischer Reihenfolge ihres Namens an; davon betroffen sind die Listen Nr. 11 bis 14).
| Listen- nr. | Partei                                      | Kürzel       | Bewerber auf Listenplatz 1 | Mitgliederzahl |
| ----------- | ------------------------------------------- | ------------ | -------------------------- | -------------- |
| 1           | Sozialdemokratische Partei Deutschlands     | SPD          | Malu Dreyer                | 39.000         |
| 2           | Christlich Demokratische Union Deutschlands | CDU          | Julia Klöckner             | 44.000         |
| 3           | Bündnis 90/Die Grünen                       | GRÜNE        | Eveline Lemke              | 3.044          |
| 4           | Freie Demokratische Partei                  | FDP          | Volker Wissing             | 4.066          |
| 5           | Die Linke                                   | DIE LINKE    | Jochen Bülow               | 1.600          |
| 6           | Freie Wähler Rheinland-Pfalz                | FREIE WÄHLER | — 1                        | 280            |
| 7           | Piratenpartei Deutschland                   | PIRATEN      | Marc Göbel                 | 500            |
| 8           | Nationaldemokratische Partei Deutschlands   | NPD          | Ricarda Riefling           | 208            |
| 9           | Die Republikaner                            | REP          | Alois Röbosch              | 279            |
| 10          | Ökologisch-Demokratische Partei             | ÖDP          | Rainer Hilgert             | 310            |
| 11          | Allianz für Fortschritt und Aufbruch        | ALFA         | Uwe Zimmermann             | 190            |
| 12          | Alternative für Deutschland                 | AfD          | Uwe Junge                  | 1.200          |
| 13          | Der III. Weg                                | III. Weg     | Klaus Armstroff            | 350            |
| 14          | Die Einheit                                 | DIE EINHEIT  | Wladimir Gratz             | 60             |

 Die Grünen/Bündnis 90 traten mit zwei Spitzenkandidaten an: nach Eveline Lemke auf Platz 1 stand Daniel Köbler auf Platz 2 der Landesliste.
Nicht alle Parteien traten in allen Wahlkreisen an. CDU, FDP und SPD waren in allen 51 Wahlkreisen vertreten, GRÜNE in 50, LINKE in 47, Freie Wähler in 33. Außerdem kandidierten zwei Einzelbewerber.

## Umfragen
Für die Sonntagsfrage gaben die Meinungsforschungsinstitute folgende Ergebnisse an:
| Institut                | Datum      | SPD    | CDU    | Grüne  | FDP   | Linke | FW    | Piraten | AfD    | Sonst. |
| ----------------------- | ---------- | ------ | ------ | ------ | ----- | ----- | ----- | ------- | ------ | ------ |
| Landtagswahl 2016       | 13.03.2016 | 36,2 % | 31,8 % | 5,3 %  | 6,2 % | 2,8 % | 2,3 % | 0,8 %   | 12,6 % | 2,8 %  |
| Forschungsgruppe Wahlen | 10.03.2016 | 36 %   | 35 %   | 5,5 %  | 7 %   | 3 %   | –     | –       | 9 %    | 4,5 %  |
| YouGov                  | 10.03.2016 | 35 %   | 36 %   | 6 %    | 6 %   | 4 %   | –     | –       | 11 %   | 2 %    |
| Forsa                   | 09.03.2016 | 35 %   | 35 %   | 6 %    | 6 %   | 4 %   | –     | –       | 9 %    | 5 %    |
| INSA                    | 07.03.2016 | 35 %   | 35 %   | 7 %    | 5 %   | 3 %   | –     | –       | 9 %    | 6 %    |
| Forschungsgruppe Wahlen | 04.03.2016 | 34 %   | 35 %   | 6 %    | 6 %   | 4 %   | –     | –       | 10 %   | 5 %    |
| Infratest dimap         | 03.03.2016 | 34 %   | 36 %   | 7 %    | 5 %   | 4 %   | –     | –       | 9 %    | 5 %    |
| Infratest dimap         | 01.03.2016 | 32 %   | 36 %   | 8 %    | 6 %   | 4 %   | –     | –       | 9 %    | 5 %    |
| INSA                    | 28.02.2016 | 32,5 % | 35 %   | 10 %   | 6 %   | 4 %   | –     | –       | 8,5 %  | 4 %    |
| GESS Phone & Field      | 25.02.2016 | 33 %   | 37 %   | 8 %    | 5 %   | 3 %   | 2 %   | –       | 9 %    | 3 %    |
| INSA                    | 22.02.2016 | 33 %   | 35 %   | 9 %    | 7 %   | 4 %   | –     | –       | 8,5 %  | 3,5 %  |
| Infratest dimap         | 11.02.2016 | 31 %   | 37 %   | 8 %    | 6 %   | 4 %   | –     | –       | 9 %    | 5 %    |
| INSA                    | 05.02.2016 | 32 %   | 36 %   | 10 %   | 6 %   | 3 %   | –     | –       | 8 %    | 5 %    |
| Forschungsgruppe Wahlen | 22.01.2016 | 31 %   | 38 %   | 7 %    | 5 %   | 5 %   | –     | –       | 9 %    | 5 %    |
| Infratest dimap         | 14.01.2016 | 31 %   | 37 %   | 9 %    | 5 %   | 5 %   | –     | –       | 8 %    | 5 %    |
| Infratest dimap         | 10.12.2015 | 31 %   | 39 %   | 9 %    | 5 %   | 5 %   | –     | –       | 7 %    | 4 %    |
| INSA                    | 25.11.2015 | 31 %   | 38,5 % | 11 %   | 4,5 % | 3,5 % | 2,5 % | –       | 7 %    | 2 %    |
| GESS Phone & Field      | 19.11.2015 | 33 %   | 40 %   | 9 %    | 5 %   | 3 %   | 2 %   | –       | 5 %    | 3 %    |
| Forschungsgruppe Wahlen | 06.11.2015 | 30 %   | 41 %   | 8 %    | 4 %   | 5 %   | –     | –       | 6 %    | 6 %    |
| Infratest dimap         | 24.09.2015 | 31 %   | 41 %   | 10 %   | 5 %   | 5 %   | –     | –       | 4 %    | 4 %    |
| Infratest dimap         | 23.07.2015 | 33 %   | 42 %   | 10 %   | 4 %   | 3 %   | –     | –       | 3 %    | 5 %    |
| GESS Phone & Field      | 26.06.2015 | 33 %   | 40 %   | 11 %   | 4 %   | 3 %   | 2 %   | –       | 4 %    | 2 %    |
| Infratest dimap         | 19.02.2015 | 32 %   | 42 %   | 11 %   | 3 %   | 3 %   | –     | –       | 5 %    | 4 %    |
| GESS Phone & Field      | 17.12.2014 | 30 %   | 43 %   | 10 %   | 3 %   | 4 %   | 1 %   | 1 %     | 5 %    | 3 %    |
| Infratest dimap         | 13.11.2014 | 31 %   | 43 %   | 11 %   | 2 %   | 4 %   | –     | –       | 5 %    | 4 %    |
| Infratest dimap         | 25.09.2014 | 31 %   | 43 %   | 10 %   | 2 %   | 4 %   | –     | –       | 6 %    | 4 %    |
| GESS Phone & Field      | 24.06.2014 | 32 %   | 41 %   | 10 %   | 3 %   | 4 %   | 2 %   | –       | 4 %    | 4 %    |
| Infratest dimap         | 08.05.2014 | 31 %   | 41 %   | 11 %   | 3 %   | 4 %   | –     | –       | 4 %    | 6 %    |
| Infratest dimap         | 03.04.2014 | 33 %   | 41 %   | 11 %   | 3 %   | 4 %   | –     | –       | 3 %    | 5 %    |
| Landtagswahl 2011       | 27.03.2011 | 35,7 % | 35,2 % | 15,4 % | 4,2 % | 3,0 % | 2,3 % | 1,6 %   | n. k.  | 2,5 %  |

Für die Frage, wen die Bürger direkt zur Ministerpräsidentin wählen würden, gaben die Meinungsforschungsinstitute folgende Werte an:
| Institut                | Datum      | Malu Dreyer (SPD) | Julia Klöckner (CDU) |
| ----------------------- | ---------- | ----------------- | -------------------- |
| Infratest dimap         | 13.03.2016 | 54 %              | 34 %                 |
| Forschungsgruppe Wahlen | 13.03.2016 | 49 %              | 37 %                 |
| Forschungsgruppe Wahlen | 12.03.2016 | 49 %              | 38 %                 |
| Forschungsgruppe Wahlen | 10.03.2016 | 50 %              | 34 %                 |
| Forsa                   | 09.03.2016 | 45 %              | 31 %                 |
| Forschungsgruppe Wahlen | 04.03.2016 | 50 %              | 35 %                 |
| Infratest dimap         | 03.03.2016 | 50 %              | 30 %                 |
| Infratest dimap         | 01.03.2016 | 50 %              | 31 %                 |
| Infratest dimap         | 11.02.2016 | 46 %              | 37 %                 |
| Forschungsgruppe Wahlen | 14.01.2016 | 44 %              | 37 %                 |
| Infratest dimap         | 14.01.2016 | 53 %              | 33 %                 |
| Forschungsgruppe Wahlen | 06.11.2015 | 44 %              | 38 %                 |
| Infratest dimap         | 24.09.2015 | 43 %              | 28 %                 |
| Infratest dimap         | 23.07.2015 | 45 %              | 32 %                 |
| Infratest dimap         | 19.02.2015 | 48 %              | 36 %                 |
| Infratest dimap         | 13.11.2014 | 45 %              | 33 %                 |
| Infratest dimap         | 25.09.2014 | 45 %              | 33 %                 |
| Infratest dimap         | 08.05.2014 | 46 %              | 32 %                 |
| Infratest dimap         | 03.04.2014 | 48 %              | 36 %                 |
| Infratest dimap         | 12.12.2013 | 48 %              | 31 %                 |
| Infratest dimap         | 05.09.2013 | 47 %              | 27 %                 |
| Infratest dimap         | 25.04.2013 | 49 %              | 31 %                 |
| Infratest dimap         | 31.01.2013 | 53 %              | 31 %                 |
| Infratest dimap         | 11.10.2012 | 43 %              | 35 %                 |

## Fernsehdebatten vor der Wahl

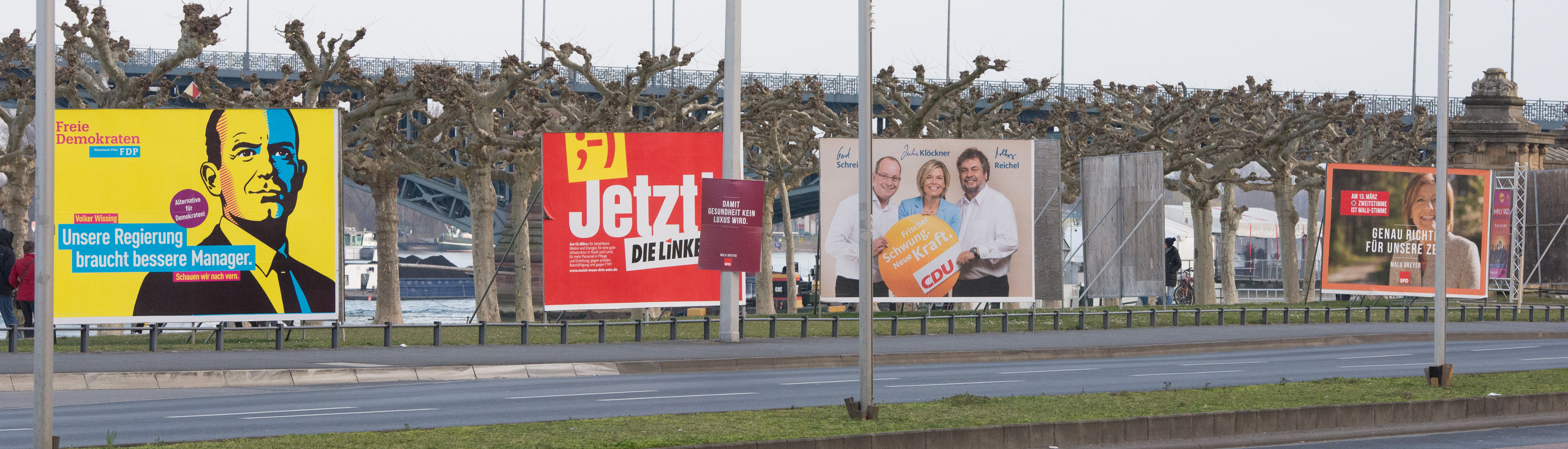
Wahlplakate in Mainz

Vom 22. bis 25. Februar strahlte das SWR Fernsehen eine jeweils 30-minütige Sendereihe „Die Wahl bei uns“ aus. In den ersten drei Livesendungen wurden die Spitzenpolitikerinnen Eveline Lemke (Grüne), Julia Klöckner (CDU) und Malu Dreyer (SPD) befragt. Im vierten Teil folgten Fragen an die drei Spitzenkandidaten von FDP, AfD und den Linken, die den Umfragen zufolge den Einzug in den Landtag schaffen könnten; diese Sendung wurde vorab aufgezeichnet. Moderatoren waren jeweils Britta Krane und Michael Lueg.
Am 1. März 2016 wurde das TV-Duell der beiden Spitzenkandidatinnen Dreyer und Klöckner mit Moderator Fritz Frey um 20.15 Uhr live im SWR Fernsehen in Rheinland-Pfalz ausgestrahlt.
Am 7. März 2016 sendete der private Regionalsender DRF1 live eine TV-Diskussionsrunde mit Roger Lewentz (SPD), Julia Klöckner (CDU), Daniel Köbler (Grüne), Volker Wissing (FDP), Jochen Bülow (Linke), Stephan Wefelscheid (Freie Wähler), Joachim Paul (AfD) unter Moderation der Chefredakteure Christian Lindner (Rhein-Zeitung) und Christian Opitz (DRF1).
Am 10. März 2016 um 20:15 Uhr sendete der SWR in Rheinland-Pfalz eine TV-Diskussionsrunde unter Beteiligung von Roger Lewentz (SPD), Julia Klöckner (CDU), Eveline Lemke (Bündnis 90/Die Grünen), Volker Wissing (FDP), Jochen Bülow (Die Linke) und Uwe Junge (AfD). Die Moderation übernahmen Birgitta Weber (stellvertretende SWR-Chefredakteurin) und Sascha Becker (Moderator SWR Landesschau aktuell Rheinland-Pfalz).
Ursprünglich hatte das SWR Fernsehen – wie zur Landtagswahl 2011 – eine Elefantenrunde geplant. Teilnehmen sollten die Spitzenkandidaten der im Landtag vertretenen Parteien und solche, die laut den Umfragen (Stand: 14. Januar 2016) einen Sprung in den Landtag schaffen könnten. Ministerpräsidentin Malu Dreyer lehnte ihre Teilnahme an der Sendung Mitte Dezember 2015 mit der Begründung ab: „Ich werde mich nicht, solange es geht, an einen Tisch setzen mit AfD-Vertretern, mit einer Partei, die ich als eine große Gefahr für unsere Gesellschaft sehe“ und „Ich verstehe nicht, warum ohne Not einer rechtspopulistischen Partei eine Plattform gegeben werden soll.“ Daraufhin entschloss sich der SWR zur Abkehr vom bisherigen Konzept für die Berichterstattung. Die Programmänderung sah zwei getrennte Sendungen vor: eine, in der die im Landtag vertretenen Parteien SPD, CDU und Grüne live zu Wort kommen, und nachfolgende aufgezeichnete jeweils 10-minütige Einzelinterviews mit den Parteien FDP, Linke und AfD. In der Folge lehnte auch Julia Klöckner eine Teilnahme für die CDU an der Elefantenrunde mit der Begründung ab: „Es geht um die Einflussnahme der Staatskanzlei auf einen öffentlich-rechtlichen Sender, um einen erpresserischen Vorgang.“ Weiterhin sagte Klöckner: „Nützen wird es der AfD, Rot-Grün ist zum besten AfD-Wahlkampfhelfer geworden. Statt sie mit Argumenten zu entzaubern, werden sie nun zu Märtyrern. Verlierer ist die politische Kultur der Auseinandersetzung mit Argumenten.“
Der für seine Programmänderung kritisierte SWR warf den Parteien daraufhin vor, „aus machttaktischen Gründen“ zu verfahren. Der frühere Chefredakteur des ZDF, Nikolaus Brender, kritisierte in einem Interview in der Berliner Zeitung die Trennung der Gesprächsrunden. Dies widerspreche der bisherigen Praxis des Senders, und es bestätige die „Propaganda“ der AfD, die „ein Meinungskartell von Politik und Öffentlich-Rechtlichem System“ behaupte, was im Ergebnis „wirklich verheerend“ sei.

## Regierungsbildung
| Koalitionsoption                   | Sitze |
| ---------------------------------- | ----- |
| Sitze gesamt                       | 101   |
| Zweidrittelmehrheit (ab 67 Sitzen) |       |
| SPD, CDU                           | 74    |
| Absolute Mehrheit (ab 51 Sitzen)   |       |
| SPD, FDP, Grüne                    | 52    |

Nachdem die Ministerpräsidentin Malu Dreyer eine Große Koalition als „Ultima Ratio“ bezeichnete wurde eine Ampelkoalition aus SPD, FDP und Grünen gebildet. Folglich war die FDP zum ersten Mal seit November 2014, nach ihrer Niederlage bei der Landtagswahl in Sachsen, an einer Landesregierung beteiligt und somit wieder im Bundesrat vertreten. Am 22. April 2016 wurde der Koalitionsvertrag der drei beteiligten Parteien vorgestellt.
Hauptartikel: Kabinett Dreyer II
Die Wahl und Vereidigung der Ministerpräsidentin Malu Dreyer (SPD) und die anschließende Ernennung und Vereidigung der Staatsminister fand in der konstituierenden Sitzung des Landtages am 18. Mai 2016 statt. Die Namen der Kabinettsmitglieder und Staatssekretäre wurden bereits am 11. Mai 2016 bekanntgegeben.